# 데이네구
데이네구(일본어: 手稲区)는 일본 홋카이도 삿포로시의 북서부에 있는 구이다. 1989년에 니시구에서 분구해 탄생했다.

## 지리
북동쪽은 이사카리평야의 북서부와 가까워 오타루시와 삿포로시를 연결하는 국도 5호선을 따라 주택지와 상업지가 분포한다. 이시카리만과 가깝지만 해안은 기다랗게 뻗은 오타루시에 속해 데이네구 관할은 아니다. 남서쪽은 데이네산을 중심으로 산들이 늘어서 있다.

### 인접한 자치체
- 삿포로시
  - 기타구, 니시구, 미나미구
- 이시카리시
- 오타루시

## 역사
데이네라는 지명은 아이누어의 ‘테이네/teyne-i’(젖어 있는 것)에서 유래했고, 구시가지가 펼쳐진 산기슭이 개척되기 전에 있던 저습지대를 가리킨다고 한다.
- 1872년 - 핫사무촌에서 분리해 데이네촌이 성립하였다.
- 1951년 - 데이네촌이 정으로 승격해 데이네정이 되었다.
- 1967년 - 데이네정이 삿포로시와 합병했다.
- 1972년 - 삿포로시가 정령지정도시가 되면서 주오구·히가시구·미나미구·기타구·도요히라구·시로이시구와 함께 니시구가 설치되었다.
- 1989년 - 니시구가 분구되어 데이네구가 설치되었다.

## 인구
- 1990년 - 110,974명
- 1995년 - 129,484명
- 2000년 - 136,006명
- 2005년 - 137,601명
- 2010년 - 139,644명
- 2015년 - 140,999명
- 2020년 - 142,625명

## 교통

### 철도
- 홋카이도 여객철도
  - 하코다테 본선

### 도로
- 삿손 자동차도
- 국도 제5호선
- 국도 제337호선 (일본)(일본어판)